# Departamento Alto Río Senguerr
Alto Río Senguerr (o Alto Río Senguer) fue un departamento de la Zona Militar de Comodoro Rivadavia, Argentina, existente entre 1944 y 1955.
El departamento tenía una superficie de aproximadamente 3204 kilómetros cuadrados y su nombre se debía al tramo superior río homónimo. Su cabecera era Alto Río Senguerr. Limitaba al norte con el Territorio Nacional del Chubut, al oeste con Chile, al sur con el departamento Alto Río Mayo y al este con el departamento Río Mayo.
En el censo de 1947 tenía una población de 1602 habitantes, todos ellos registrados como población rural, de los cuales eran 958 hombres y 844 mujeres.
Desde 1955 forma parte del departamento Río Senguer de la provincia del Chubut.

## Parajes
- Alto Río Senguerr
- Aldea Apeleg
- Puesto Viejo
- Lago Fontana